# إيما ريه

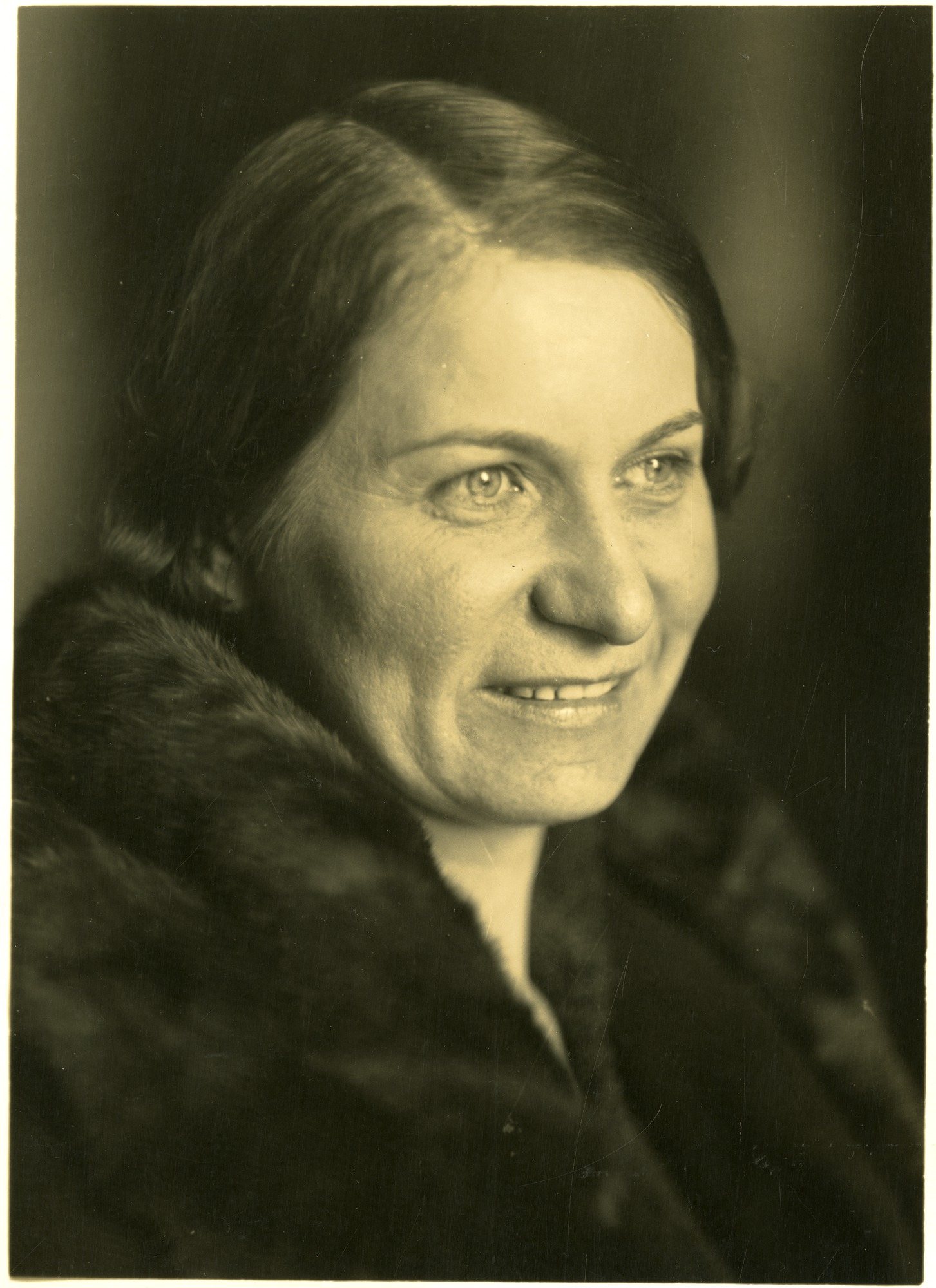
إيما ريه ستيفنسون عام 1935

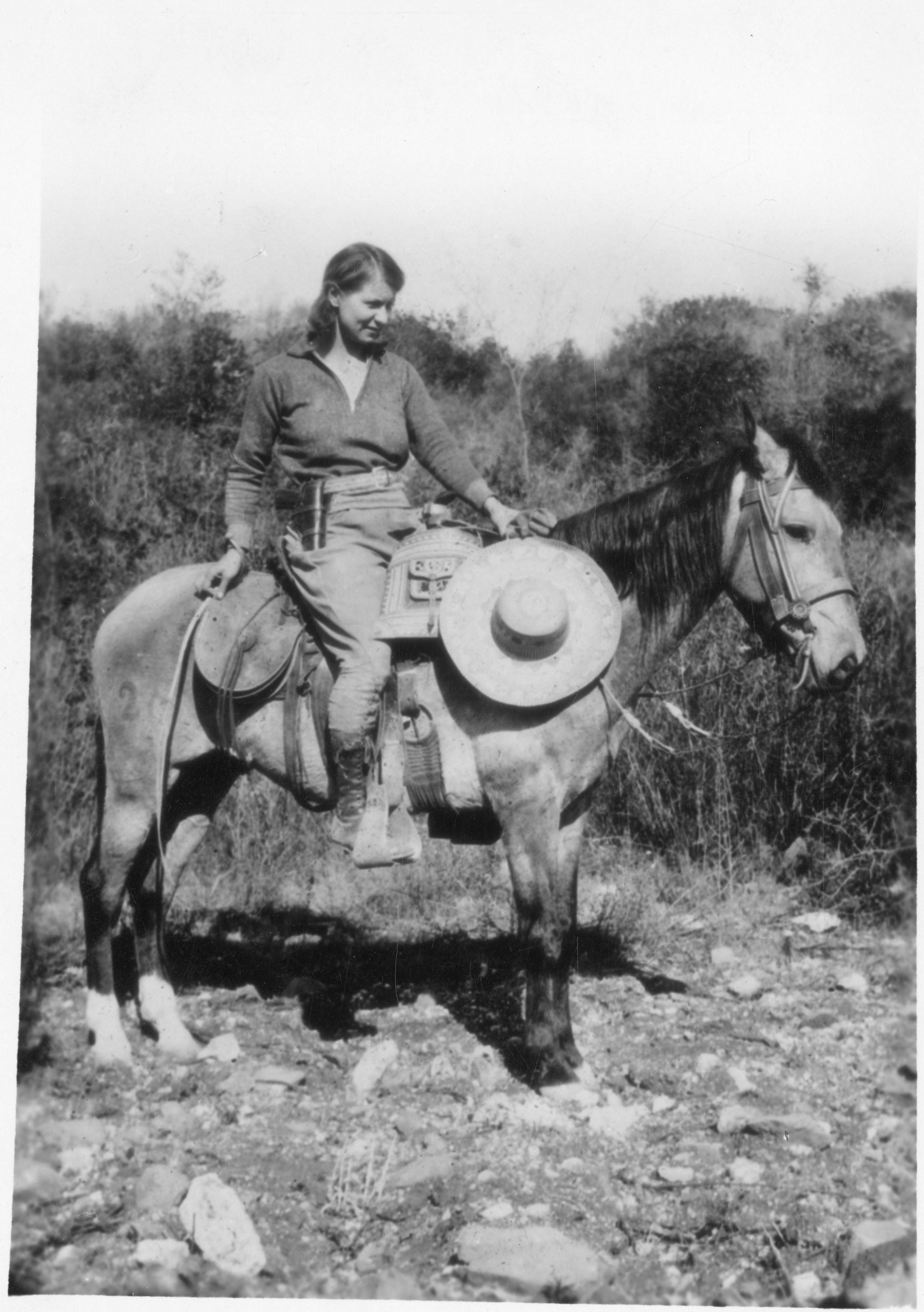
إيما ريه ستيفنسون (1896–1982) أثناء زياتها إحدى المواقع الأثرية في ولاية واهاكا.

إيما ريه ستيفنسون (بالإنجليزية: Emma Reh) (1896–1982) صحفية أمريكية عملت كمراسلة لدى جمعية العلوم والعامة حيث قامت بتغطية العديد من المواقع الأثرية في المكسيك فضلا عن الأوضاع الاجتماعية، السياسية. كما عملت لدى منظمة الأمم المتحدة للأغذية والزراعة ولها العديد من المقالات عن مشكلات استهلاك وتوزيع الغذاء.

## السيرة الذاتية

### التعليم والحياة المبكرة
تخرجت ريه من جامعة جورج واشنطن في عام 1917 بعد حصولها على درجة البكالوريوس لتبدأ حياتها العملية في العمل لدى جمعية العلوم والعامة في عام 1924. على الرغم من تقاعدها المبكر عن العمل في عام 1926 بعد زواجها من توم ستيفنسون، إلا أنها رجعت كمساهمة نشطة في ثلاثينات القرن الماضي. كونت ريه صداقات وثيقة مع العديد من الكتاب والصحفين البارزين من أمثال فرانك ثورن، إميلي ديفيس ومارجوري ماكديل برييت.

### الحياة العملية
في صيف عام 1926، انتقلت ريه إلى المكسيك وعادت للنشر تحت إسمها قبل الزواج. عملت هناك كمراسلة دائمة لجمعية العلوم والعامة أرسلت لهم في تلك الفترة العديد من المقالات والصور المتعلقة بشكل أساسي بعلم الآثار مثل عمليات التنقيب عن تينايوكا، عمليات الحفاظ على المواقع الهندية ما قبل التاريخ في المكسيك، عمليات تحليل الفخار الهندي، عمليات استكشاف فرش المدن الهندية ما قبل التاريخ، استكشاف سان خوان تيوتيهواكان، اكتشاف أثار من مقبرة الإنكا في كوبيابو، الهنود السريين، الفنون العامة في المكسيك، الطوب في المباني الأمريكية ما قبل التاريخ وبعثة اكتشاف سانتا إيلينا في بوكو-أوينيتش.
في عام 1935، عادت ريه إلى الولايات المتحدة حيث شغلت منصب في هيئة حفظ التربة. كان أخر أعمالها «أنماط ومشاكل الطعام في المجتمعات المختلفة بما في ذلك نافاجو».
خلال مسيرتها المهنية، أدركت ريه أن وضعها كامرأة قد ساعدها وعرقلها في نفس الوقت، موضحة أنه للحصول على بعض المعلومات احتاجت أن تتحلى بفروسية الرجال في حين أن البعض الأخر كان يجب عليها أن تقنع الناس بأنها فتاة رقيقة تتطلب المساعدة. كما صرحت أن العلوم في مثل الدين في أمريكا اللاتينية.
تمكن المرأة من السفر والقيام بكل الأشياء التي لم يتم السماع عنها من قبل، وإذا اخترت أن أمثل صحيفة أو منظمة إخبارية فسأكتب عن الممارسات السياسة المبتذلة في المكسيك التي لا يوجد أسوا منها في العالم.
ساهمت ريه في العديد من المجلات والصحف مثل صحيفة كريسشان ساينس مونيتور ونيويورك تايمز كما كانت عضوه في المجموعة الاستكشافية هندوراس-تشياباس يوكاتان البريطانية. في أواخر ثلاثينات القرن العشرين، عملت في دائرة حفظ التربة في ولاية نيومكسيكو الأمريكية ومكتب الشؤون الهندية في ولاية أريزونا، حيث أجرت بحثًا رائدًا حول العادات الغذائية للقبائل الأصلية.
انضمت ريه إلى منظمة الأغذية والزراعة في عام 1946 وبقيت مع المنظمة حتى تقاعدها في أوائل الستينات وعملت كأخصائية في منظمة الأغذية والزراعة لاستقصاءات استهلاك الأغذية وكانت لها دور أساسي في تدريب خبراء التغذية في أمريكا الوسطى. كما شاركت في إعداد برامج الغذاء في مدارس أمريكا الوسطى. ترى ريه أن الفقر هو السبب الرئيسي لسوء التغذية وكانت من اوائل المحتجين ضد الأساليب الطبية للجوع وسوء التغذية.

## وصلات خارجية
- المفاوضات الثقافية: دور المرأة في تأسيس علم الآثار الأمريكي.
- ملف إيما ريه ستيفنسون في منظمة الأمم المتحدة للأغذية والزراعة
- دليل مسح استهلاك الغذاء المنزلي.